# Optotriac

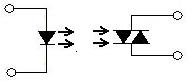
Simbolo dell'optotriac

L’optotriac, chiamato anche impropriamente fototriac,  è un componente usato in elettronica appartenente alla famiglia degli optoisolatori. È costituito da un LED, oppure due LED in antiparallelo, accoppiati ad un tipo particolare di triac il cui gate viene portato in conduzione se colpito da luce.  LED e fototriac sono integrati in uno stesso contenitore. I moderni optotriac sono resistenti ai disturbi, ai carichi induttivi e presentano un isolamento galvanico elevato (migliaia di volt) grazie a cui sono usati in tutte quelle applicazioni che richiedono un isolamento fra segnale di pilotaggio e carico. Vengono usati principalmente in circuiti con tensioni alternate.

## Tipi di Optotriac
Ci sono due tipi di optotriac:
- Random phase: l'optotriac quando viene illuminato va in conduzione in qualsiasi punto della tensione della semionda. Utile per esempio per variare la velocità di un motore elettrico, come quello di un ventilatore.
- Zero crossing: l'optotriac, grazie a una circuiteria supplementare integrata nel dispositivo, va in conduzione solo quando passa per il valore zero della semionda. È indicato per applicazioni tipo interruttore on-off. Andando in conduzione quando la semionda passa per lo zero si riducono i disturbi provocati dalla commutazione.